# Mułowa Przełęcz
Mułowa Przełęcz – przełęcz w Tatrach Zachodnich położona na wysokości 2067 m n.p.m., pomiędzy szczytami Czerwonych Wierchów: Krzesanicą (2122 m) i Ciemniakiem (2096 m). Szczyty te wraz z przełęczą leżą w grani głównej Tatr i przebiega przez nie granica polsko-słowacka. Po polskiej stronie poniżej przełęczy zbocza są podcięte stromymi ścianami, znajduje się tutaj kocioł polodowcowy – wisząca Dolina Mułowa, leżąca ponad Doliną Miętusią. Po słowackiej stronie bardziej łagodne zbocza opadają do Doliny Tomanowej Liptowskiej (odgałęzienie Doliny Cichej). Rejon przełęczy zbudowany jest ze skał wapiennych. Poniżej przełęczy znajdują się nieudostępnione turystycznie jaskinie.
Z rzadkich roślin stwierdzono tutaj występowanie ukwapu karpackiego – bardzo rzadkiej rośliny, w Polsce występującej tylko w Tatrach.

## Szlaki turystyczne
– czerwony szlak z Doliny Kościeliskiej przebiegający grzbietem Czerwonych Wierchów, a dalej na Kasprowy Wierch i Świnicę. Czas przejścia z Ciemniaka na Kopę Kondracką: 1:05 h, z powrotem 1:15 h.

## Przypisy

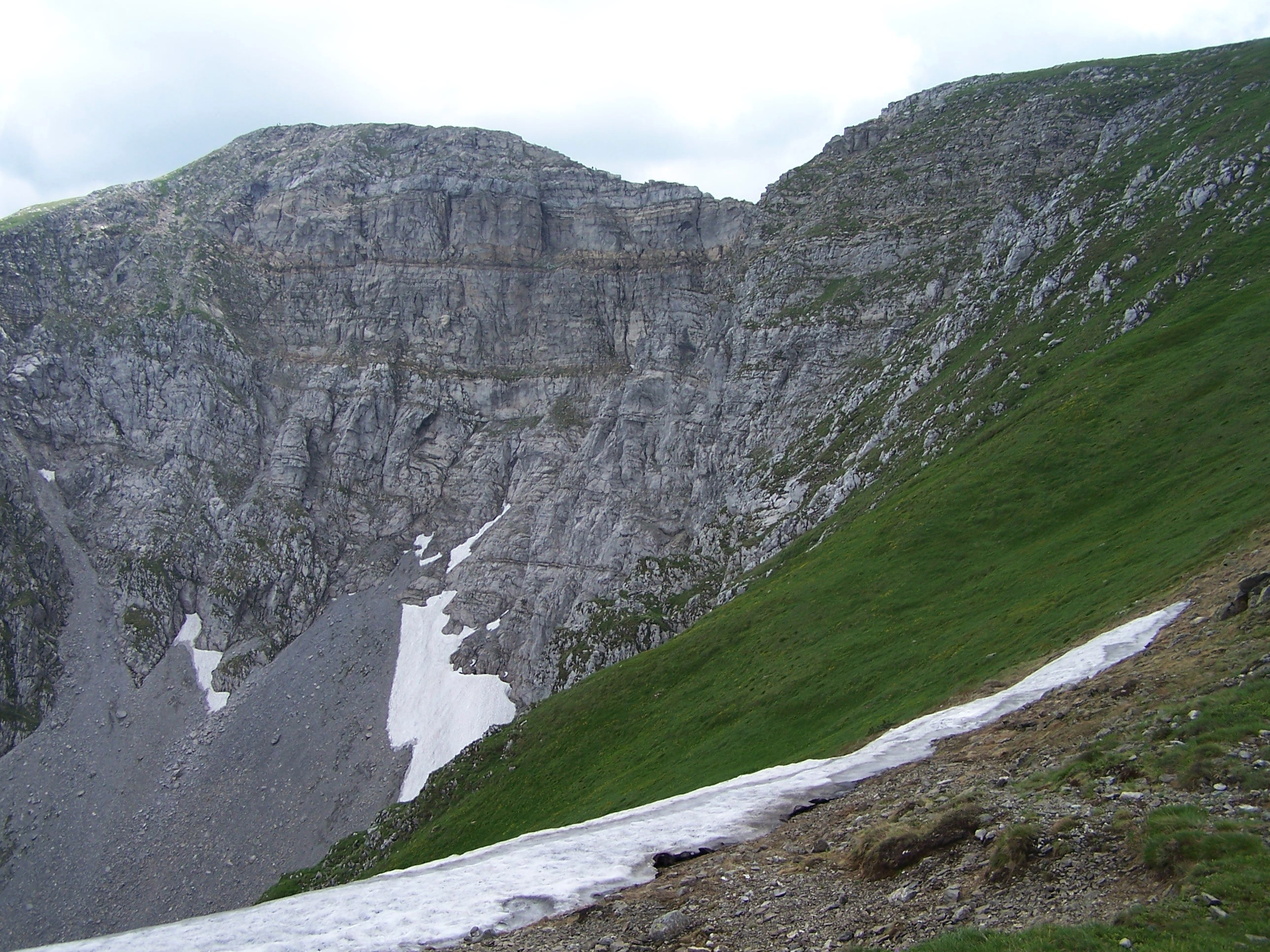
Krzesanica i fragment Ciemniaka, Mułowa Przełęcz i Dolina Mułowa – widok z Twardego Upłazu (po prawej stronie)